# Ожина (коктейль)
Ожина (англ. Bramble) — коктейль на основі джину, ожинового лікеру, лимонного соку та цукрового сиропу. Класифікується як коктейль на весь день. Належить до офіційних напоїв Міжнародної асоціації барменів (IBA), категорія «Напої нової ери» (англ. New Era Drinks).

## Спосіб приготування
Склад коктейлю «Bramble»:
- джин — 40 мл (4 cl),
- лимонний сік — 15 мл (1,5 cl),
- цукровий сироп — 10 мл (1 cl),
- ожиновий лікер — 15 мл (1,5 cl), долити.